# Sandro Cortese

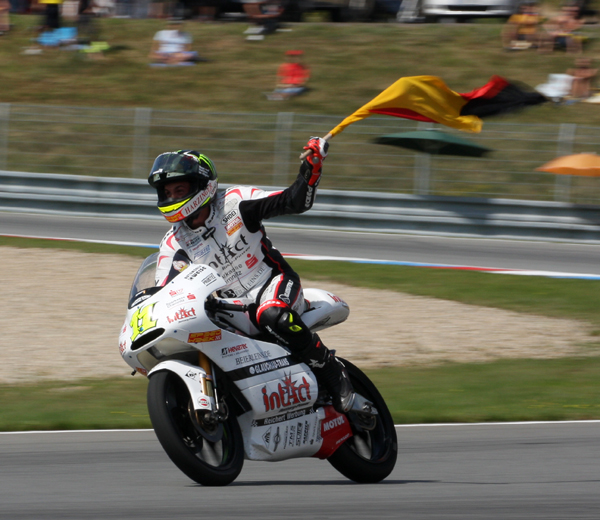
Sandro Cortese bij de Grand Prix van Tsjechië (2011)

Alessandro (Sandro) Cortese (Ochsenhausen, 6 januari 1990) is een Duits motorcoureur.
In het seizoen 2012 werd Cortese de eerste wereldkampioen in de dat jaar voor het eerst verreden Moto3-klasse.

## Carrière
Als zoon van een Italiaan en een Duitse groeide Cortese op in Berkheim. In de jaren 2003 en 2004 nam Cortese aan het Internationale Deutsche Motorradmeisterschaft in de klasse tot 125 cc deel en behaalde in die jaren respectievelijk de vierde en tiende plaats in de eindrangschikking.
In 2005 voltooide Cortese zijn eerste volledige seizoen in de 125 cc-klasse van het wereldkampioenschap wegrace voor het Duitse team Kiefer-Bos-Sotin Racing. Met acht punten belandde hij met zijn Honda op de 26e plaats in het algemeen klassement van het wereldkampioenschap.
Met het seizoen 2006 stapte Cortese over naar het Zwitserse Elit-team van Daniel Epp en werd daar teamcollega van regerend wereldkampioen Thomas Lüthi. Op een één-jaar-oude fabrieks-Honda reed Cortese 23 punten bij elkaar en klom naar de 17e plaats in het klassement. In 2007 reed hij voor hetzelfde team onder de naam Emmi-Caffe-Latte en op Aprilia.
In 2008 had Cortese de beschikking over een officiële fabrieks-Aprilia. Aan het begin van het seizoen had hij last van een verwonding, maar gaandeweg het seizoen verbeterden zijn resultaten. Kort voor het seizoenseinde behaalde hij zijn tot dan toe beste resultaat. Bij de Grand Prix van Maleisië in Sepang miste hij op drie tiende seconde een podiumplek en werd vierde. In het algemeen klassement werd hij met 141 punten achtste.
Bij de eerste race van 2009 in Losail werd Cortese, die inmiddels op een 125 cc-Derbi van het Ajo Interwetten uitkwam, in de na vier ronden wegens regen afgebroken race derde en reed daarmee voor het eerst op het podium. Bij de TT Assen behaalde hij zijn eerste poleposition. Zijn eerste overwinning behaalde Cortese in 2011 bij de Grand Prix van Tsjechië en werd aan het einde van dat seizoen met 225 punten vierde in het algemeen klassement.
In het eerste Moto3 seizoen in 2012 won Cortese als eerste Duitser sinds 41 jaar de Grand Prix op de Sachsenring en nam met deze overwinning de leiding in het wereldkampioenschap over. Met zijn overwinning in de op twee na laatste Grand Prix in Maleisië werd hij de eerste wereldkampioen van de Moto3-klasse.